# Walter Howell
Walter Howell (anglès: Walter Neville Howell)  (Preston, 17 de desembre de 1929) és un remer australià, ja retirat, que va competir durant les dècades de 1950 i 1960.
El 1956 va prendre part en els Jocs Olímpics d'Estiu de Melbourne, on guanyà la medalla de bronze en la prova del vuit amb timoner del programa de rem. Quatre anys més tard, als Jocs de Roma, quedà eliminat en sèries en la prova del dos amb timoner. En el seu palmarès també destaca una medalla d'or en el vuit amb timoner als Jocs de la Commonwealth de 1962.
El 2020 va rebre la medalla a l'Orde d'Austràlia.